# 小谷城スマートインターチェンジ

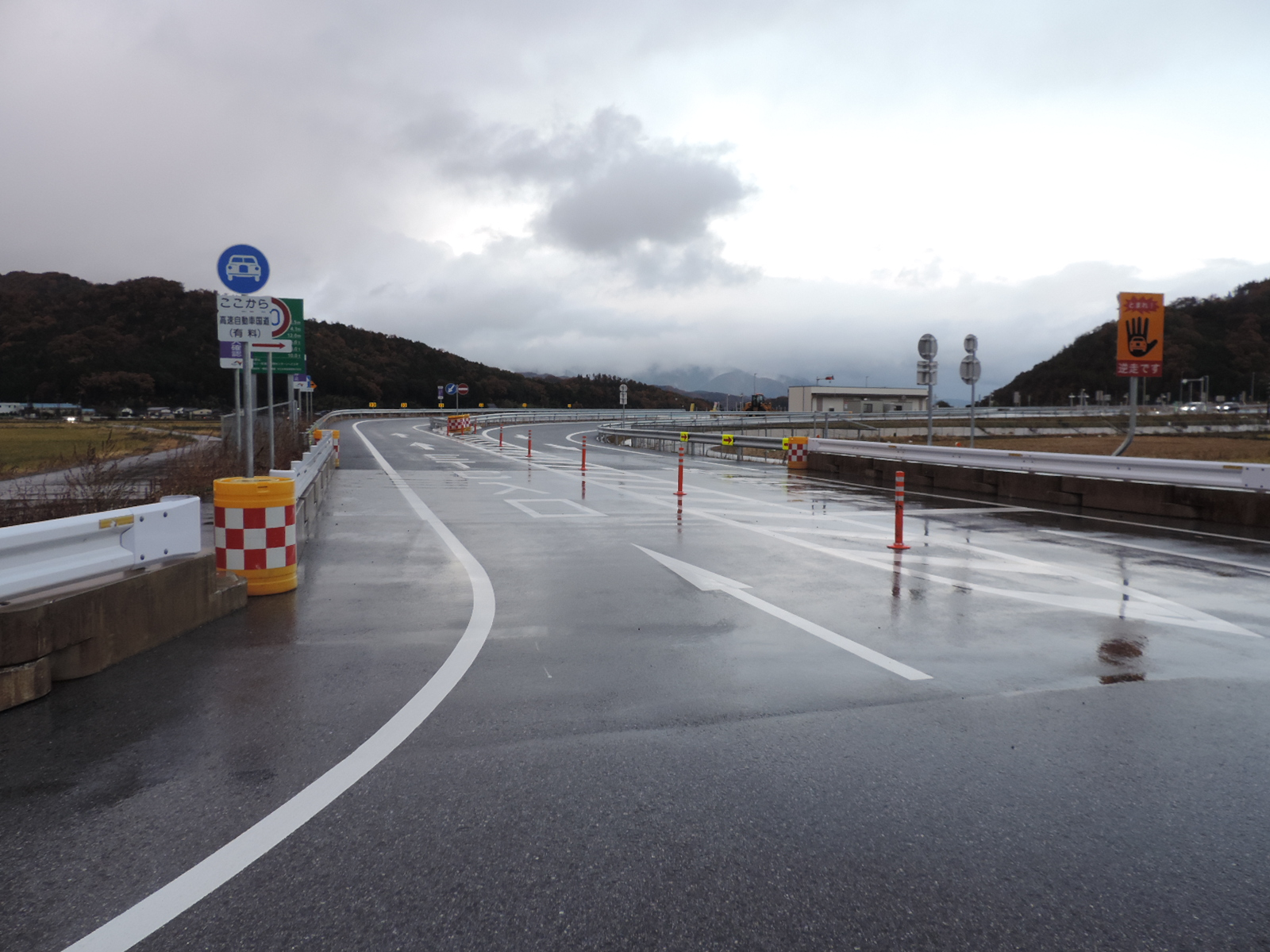
上り線出入口（2017年撮影）

小谷城スマートインターチェンジ（おだにじょうスマートインターチェンジ）は、滋賀県長浜市小谷丁野町ならびに同市湖北町山脇にある北陸自動車道のスマートインターチェンジである。
本線直結型で、利用可能車種はETC搭載の全車種で24時間運用。上下線ともに出入可となっている。日本の高速道路のインターチェンジにおいて、初めて名称に「城」が採用された。

## 歴史
- 2012年（平成24年）4月17日 - 連結許可[1][7]。
- 2015年（平成27年）4月17日 - 着工[1][7]。
- 2017年（平成29年）3月25日 - 供用開始[1][2][3][7]。

## 道路
- E8 北陸自動車道

## 接続する道路
- 滋賀県道263号丁野虎姫長浜線[7]
- 滋賀県道265号郷野湖北線[7]

## 周辺
長浜市は、当IC周辺で農業を主体とした6次産業化拠点構想を進めている。
- 小谷城跡
- 小谷城戦国歴史資料館
- 道の駅浅井三姉妹の郷[10]
- 西日本旅客鉄道（JR西日本）北陸本線 河毛駅

## 隣
E8 北陸自動車道
(2)長浜IC - (2-1)小谷城スマートIC - (3)木之本IC